# Svjetonazor
Svjetonazor označava odnos pojedinca prema okolini, u kojem se zauzima određeni »pogled na svijet«. Svjetonazor podrazumijeva stvaranje određenih stajališta i zauzimanje stavova prema ukupnoj zbilji. Pojam svjetonazora se temelji na klasičnoj njemačkoj filozofiji i epistemologiji. Koncepciju Weltanschauung u njemačkoj filozofiji prvi put je opisao Immanuel Kant u knjizi Kritik der Urteilskraft, 1790.
Ključna filozofska, religijska, odnosno etička pitanja, poput: 
- „Što je stvarnost?”
- „Što je to čovjek?”
- „Što se događa nakon smrti?”
- „Možemo li shvatiti istinu?”
- „Kako ćemo znati što je pravo i što je krivo?”
- „Postoji li Bog?”
- „Ima li čovjek slobodnu volju?”

i odgovori koje svaki pojedinac na njih daje, pozicioniraju individuu u odnosu na zadane parametre stvarnosti. 

## Vanjske poveznice
- Kant